# Fons-sur-Lussan
Fons-sur-Lussan là một xã trong tỉnh Gard thuộc vùng Occitanie, phía nam nước Pháp. Xã Fons-sur-Lussan nằm ở khu vực có độ cao trung bình 290 mét trên mực nước biển.